# Фатеева, Ольга Александровна
О́льга Алекса́ндровна Фате́ева (род. 4 мая 1984, Павлоград, Днепропетровская область, УССР) — российская волейболистка. Чемпионка мира 2010 года, трёхкратная чемпионка России. Мастер спорта России международного класса.

## Биография
Воспитанница ДЮСШ № 3 города Воронежа. 1-й тренер — С.Ж.Калдеран. Выступала за команды:
- 1998—1999 —  «Малахит» (Екатеринбург)
- 1999—2001 —  «Уралтрансбанк» (Екатеринбург)
- 2001—2002 —  «Уралочка»-2 (Екатеринбург)
- 2002—2003 —  «Уралочка-НТМК» (Свердловская область)
- 2005—2010 —  «Заречье-Одинцово» (Московская область)
- 2010—2011 —  «Деспар-Сирио» (Перуджа)
- 2011 —  «Атом-Трефл» (Сопот)
- 2011—2012 —  «Динамо» (Краснодар)
- 2012—2014 —  «Омичка» (Омск)
- 2014—2015 —  «Динамо» (Москва)

После окончания сезона 2014/15 Ольга Фатеева объявила о завершении игровой карьеры

## Достижения

### Со сборной России
- чемпионка мира 2010;
- трёхкратный серебряный призёр Гран-при — 2003, 2006, 2009;
- бронзовый призёр чемпионата Европы 2007;
- участница Олимпийских игр 2008;
- участница чемпионата Европы 2009;
- участница Гран-при 2007 и 2011.

### С клубами
- трёхкратная чемпионка России — 2003, 2008, 2010;
  - 5-кратный серебряный призёр чемпионатов России — 2000, 2001, 2006, 2009, 2015;
  - двукратный бронзовый призёр чемпионатов России — 2013, 2014;
- двукратный обладатель Кубка России — 2006, 2007;
- двукратный серебряный призёр Лиги чемпионов ЕКВ — 2003 и 2008;
- серебряный призёр Кубка ЕКВ 2006;
- серебряный призёр чемпионата Польши 2011.

По итогам чемпионата России 2008/2009 вошла в тройку самых результативных игроков.